# Chiesa di Santa Maria delle Grazie (Alcamo)
La chiesa di Santa Maria delle Grazie è una chiesa cattolica che si trova ad Alcamo, in provincia di Trapani.

## Storia
La chiesa inizialmente era una piccola cappella; secondo lo storico Ignazio De Blasi, Giovanni  Battista Oneto, sacerdote,  fondò questa chiesa nel 1520,  come da  atto pubblico presso notaio Stefano Torneri e il 18 settembre  1520 il cappellano della stessa chiesa fece dipingere il quadro con la figura della Beata Vergine, con  San Giovanni, San Giorgio e lo Spirito Santo.
Nel 1619 vi fu posta un'immagine che lo studioso alcamese Pietro Maria Rocca pensava fosse il trittico su tavola realizzato nel 1462, e che dal 1865 è stato trasferito al Museo Nazionale di Palermo.
Questo dipinto è ritenuto una delle opere più belle del Rinascimento siciliano: fu acquistato dal museo nel 1865 circa dal cavaliere Giovanni Fraccia, a cui era stata venduta da un canonico di Alcamo.
Nel trittico è rappresentata Maria, seduta in posizione centrale, che tiene al seno il Bambino Gesù nudo,  abbracciato a Lei; due  angioletti inginocchiati suonano la chitarra e la viola. 
A destra si trova San Pietro, con la Chiesa nella mano sinistra e le chiavi nella destra, mentre sul lato sinistro c’è l’evangelista Giovanni, con barba lunga e rosso mantello, con uno scrittoio nella mano destra, e un calice d’oro nella sinistra.
La cappella venne allargata fra il 1626 e il 1636, dopo un evento accaduto il 21 giugno del 1625: davanti ad essa miracolosamente si spezzò il carretto che portava gli appestati al cimitero di Sant'Ippolito in maniera irrimediabile: il segno che la peste era finita.

## Descrizione e opere

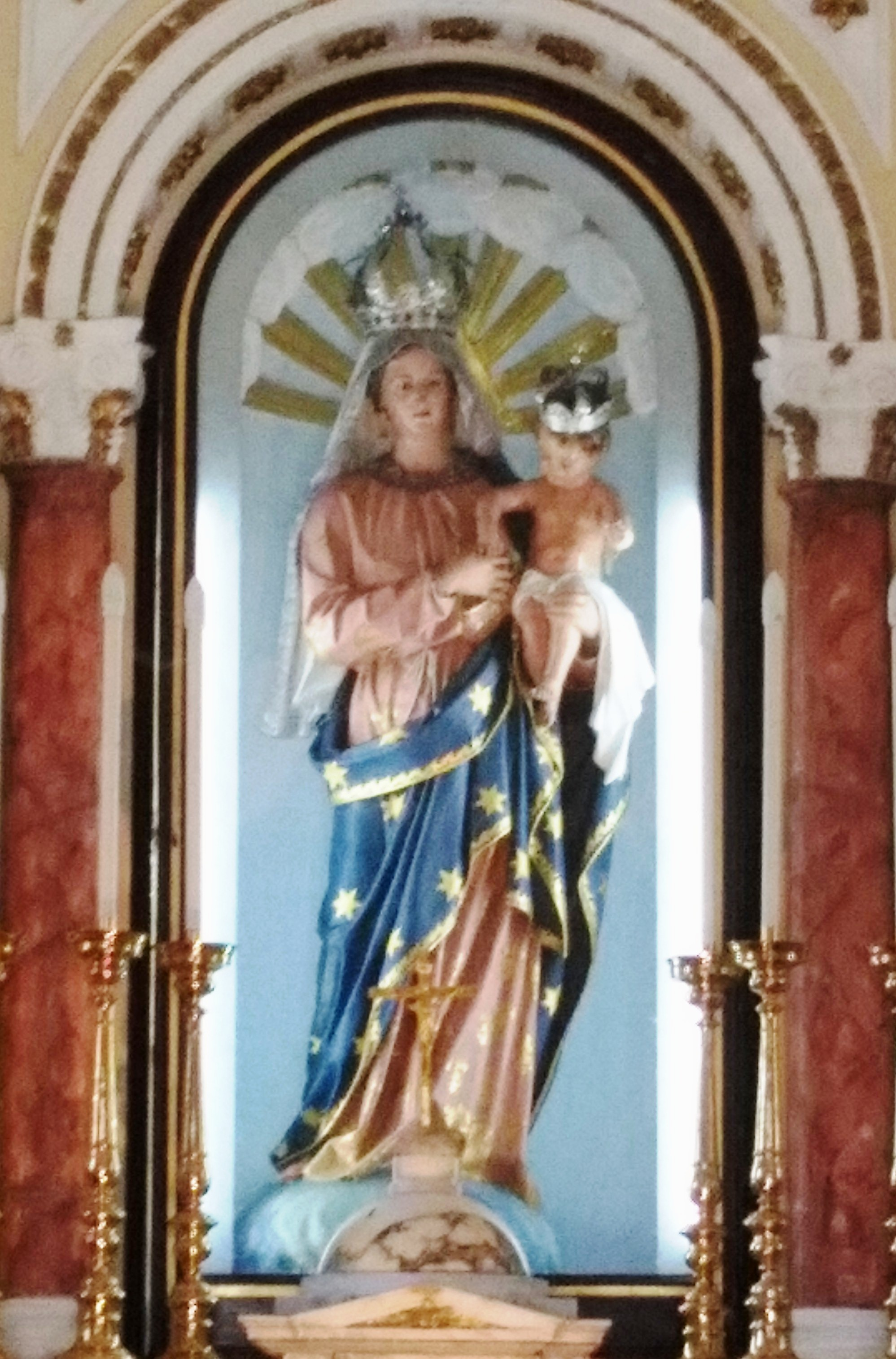
Statua della Madonna delle Grazie (1925)

Il prospetto, come dai risultati di alcune ricerche di archivio, fu intagliato da Domenico Marchese nel 1627. La chiesa, di forma rettangolare, con volta a botte, presenta stucchi e pitture. 
Fu restaurata nel 1898, e nel 1914 fu affrescata da Liborio Mirabile, pittore alcamese.
Lo scultore palermitano Paolo La Licata ha realizzato l’altare maggiore in marmo bianco e il pavimento con marmi policromi, su disegno ideato nel 1914 dal sacerdote Francesco Alesi, pittore alcamese.
La chiesa è a navata unica e presenta tre altari:
- altare maggiore: statua di Santa Maria delle Grazie (1925), realizzata dalla ditta Malecore di Lecce[4]
- altare a destra: statua di san Giuseppe
- altare a sinistra: statua di santa Lucia

Sul lato sud, nella parete esterna della chiesetta,  esiste un'edicola votiva con all'interno una statua della Madonna con il Bambino e chiamata Madonna del buon viaggio a Ebron.
Nel giugno 2015 è stata oggetto di un atto sacrilego, infatti è stato spezzato e asportato un braccio del Bambino Gesù.
Il 2 luglio di ogni anno, dopo un triduo di preparazione liturgica, il simulacro della Madonna viene portato in processione presso l'oratorio Salesiano nelle chiesa delle Anime Sante, dove ha luogo la conclusione dei festeggiamenti.
Nel 1929 è stata fondata in questa chiesa la Congregazione di Maria Santissima della Grazia, formata da uomini, che aveva come scopo quello di solennizzare la festa della Madonna  e le Quarantore. Da anni non è più esistente.